# 查爾斯·諾里斯·威廉森
查爾斯（查理）·諾里斯·威廉森（英語： Charles"Charlie"Norris Williamson，1859年—1920年）是一位英國小說家。他同時也是一位汽車記者，創立了黑與白雜誌，但他最著名的事蹟或許是與他的妻子愛麗絲·妙麗葉兒·威廉森一起合作寫下許多小說和旅行遊記。

## 人物概要

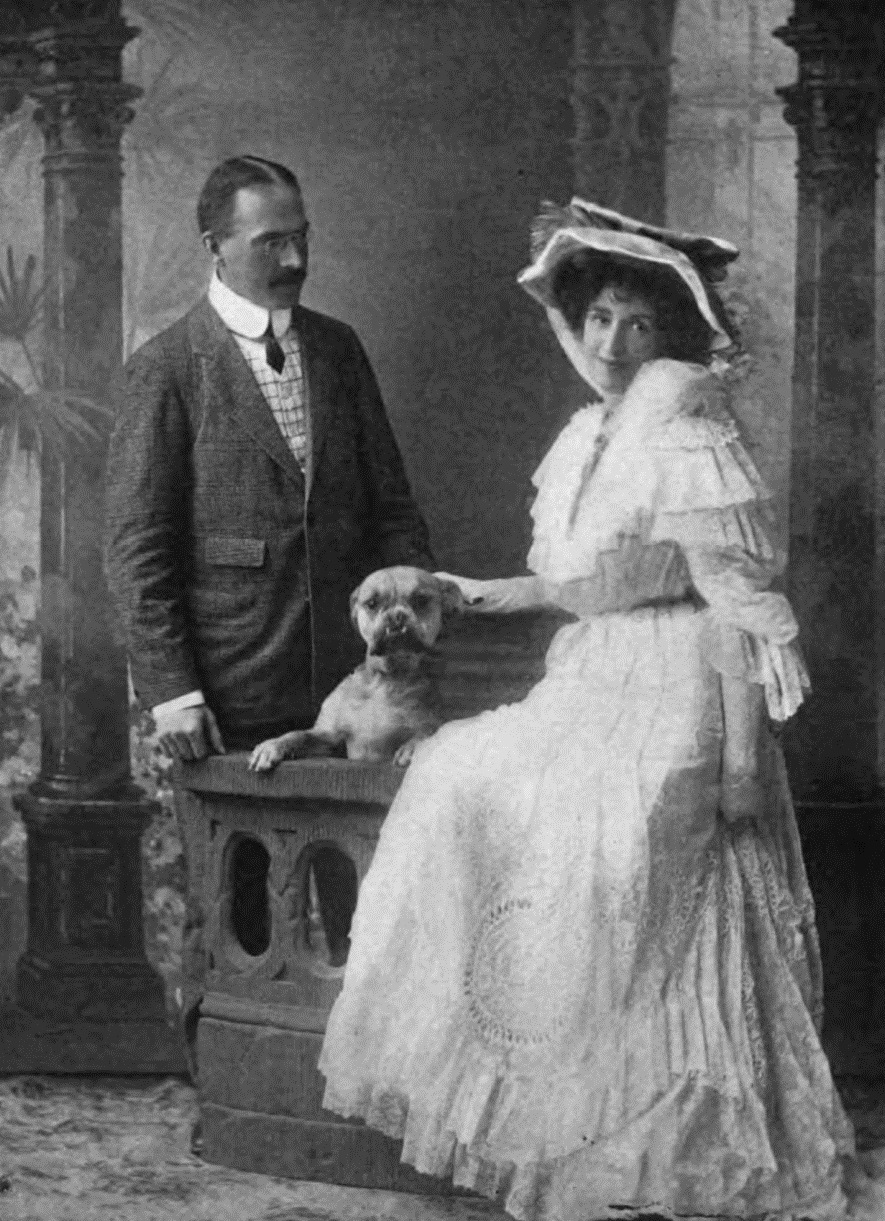
威廉森夫婦

查爾斯·諾里斯·威廉森出生於艾克希特，曾經就讀倫敦大學學院，在那學習工程學。他在1891年作為創始編輯成立黑與白雜誌之前，曾在 《圖形》雜誌中擔任了八年的記者。他在1881年以湯瑪斯·卡萊爾的一生為題，出版了第一部作品。威廉森的幾部小說後來被改編成電影。
威廉森的許多著作是和妻子愛麗絲一起合作寫的，愛麗絲曾明確地評價她丈夫：「查理·威廉森可以做這世界上的任何事，除了寫故事以外。」而對於她自己的評價則是：「我沒辦法做除了寫故事以外的任何事。」查爾斯有一些獨自寫作的小說，就像愛麗絲在查爾斯死後也持續維持寫作一樣。
1920年10月3日星期日，查爾斯·諾里斯·威廉森在巴斯的庫姆道恩死去。

## C.N.威廉森和R.H.雪珀德
- 1881年《卡萊爾回憶錄與個人回憶和從他的個人信件的選擇》，全2卷（Memoirs of Carlyle with personal Reminiscences and Selections from his private Letters）

## C.N.威廉森與A.M.威廉森

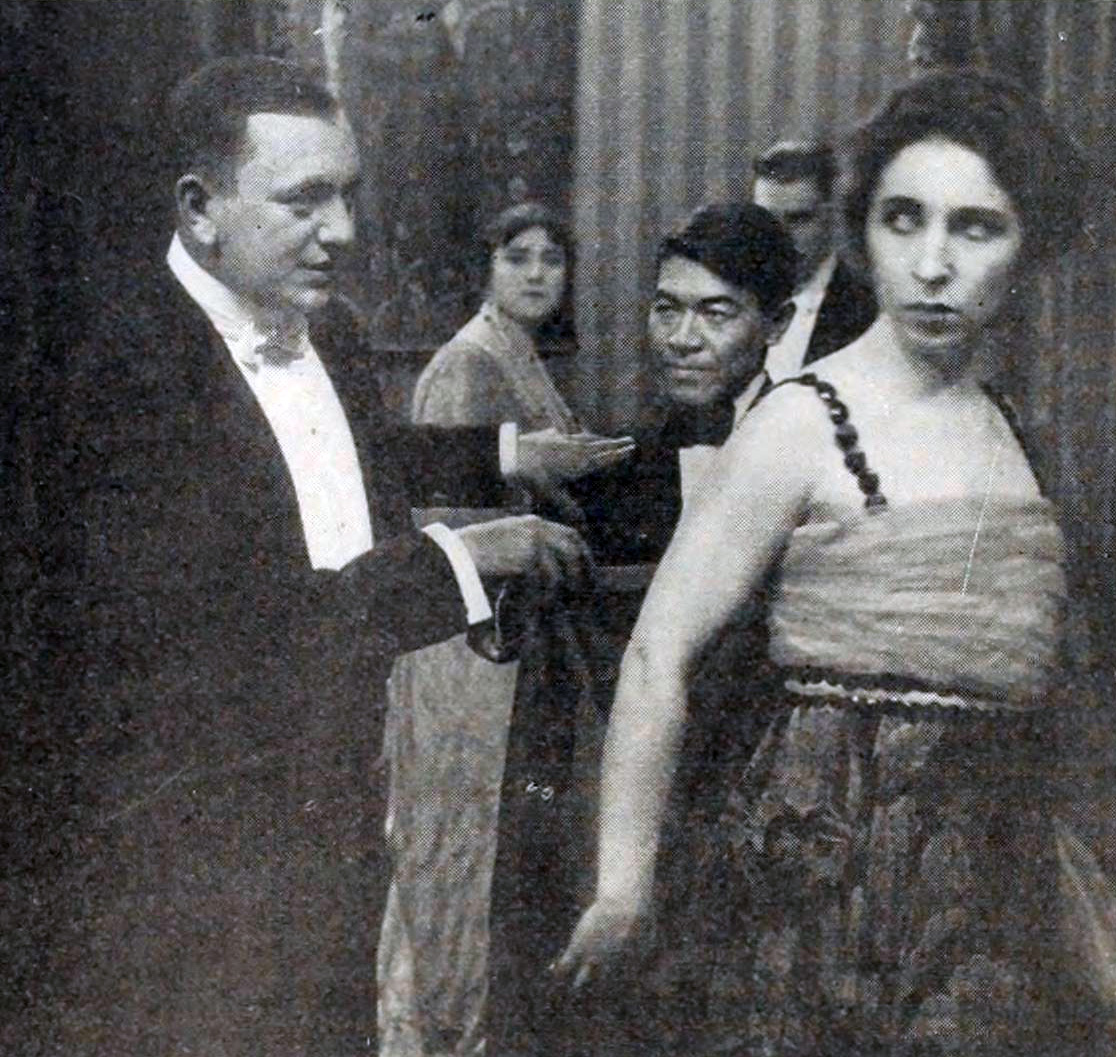
《商店女孩》(1916)

- 1901年《古怪的弗里特伍德》（The Eccentricity of Fleetwood）1901年8月《史特蘭雜誌》
- 1902年《避雷針》（The Lightning Conductor）
- 1904年《公主的通行證》（The Princess Passes）1904年10月-11月《大都市雜誌》
- 1905年《貝蒂小姐穿越海洋》（Lady Betty Crosses the Ocean）1905年10月《淑女家庭雜誌》
- 1905年《我的朋友是私人司機》（My Friend the Chauffeur）
- 1906年《貝蒂小姐穿越水》（Lady Betty Across the Water）
- 1906年《貝蒂小姐逃走了》（Lady Betty Runs Away）1906年1月《淑女家庭雜誌》
- 1906年《貝蒂小姐一個真正的英國聖誕節》（A Real English Christmas with Lady Betty ）1906年12月《淑女家庭雜誌》
- 1906年《公主在維吉尼亞》（The Princess Virginia）1906年10月、12月《淑女家庭雜誌》
- 1907年《公主在維吉尼亞》（The Princess Virginia）1907年1月《淑女家庭雜誌》
- 1907年《汽車的命運》（The Car of Destiny）
- 1906年《私人司機與年長女伴》（The Chauffeur and the Chaperon）1906年10月
- 1907年《波多女伴》（The Botor Chaperon）1906年8月-12月和1907年1月在《大雜誌》上連載
- 1910年《汽車女傭》（The Motor Maid）
- 1911年《禁止的花》[Part I]（Flower Forbidden）1911年4月《史密斯雜誌》
- 1912年《海瑟之月》（The Heather Moon）
- 1913年《冠軍：一輛汽車的故事》（Champion: The Story of a Motor Car）
- 1913年《愛海盜》（The Love Pirate）
- 1913年《冒險港》（The Port of Adventure）
- 1914年《商店女孩》（The Shop-Girl）1914年7月《孟西斯雜誌》
- 1914年《它在埃及發生》（It Happened in Egypt）
- 1915年《愛樹木》（The Love Trees）1915年12月《孟西斯雜誌》
- 1916年《這個女人給這個男人》（This Woman to This Man）1916年4月29日、5月13日《所有故事週刊》
- 1916年《戰爭婚禮》（The War Wedding）
- 1916年《避雷針夫人》（The Lightning Conductress）
- 1916年《商店女孩》（The Shop-Girl）
- 1918年《獅子的老鼠》（The Lion's Mouse）1918年2月─8月《孟西斯雜誌》
- 1920年《第二把門閂鑰匙》（The Second Latchkey）
- 1921年《貝瑞去蒙地卡羅》（Berry Goes to Monte Carlo）